# Österreichische Bischofskonferenz

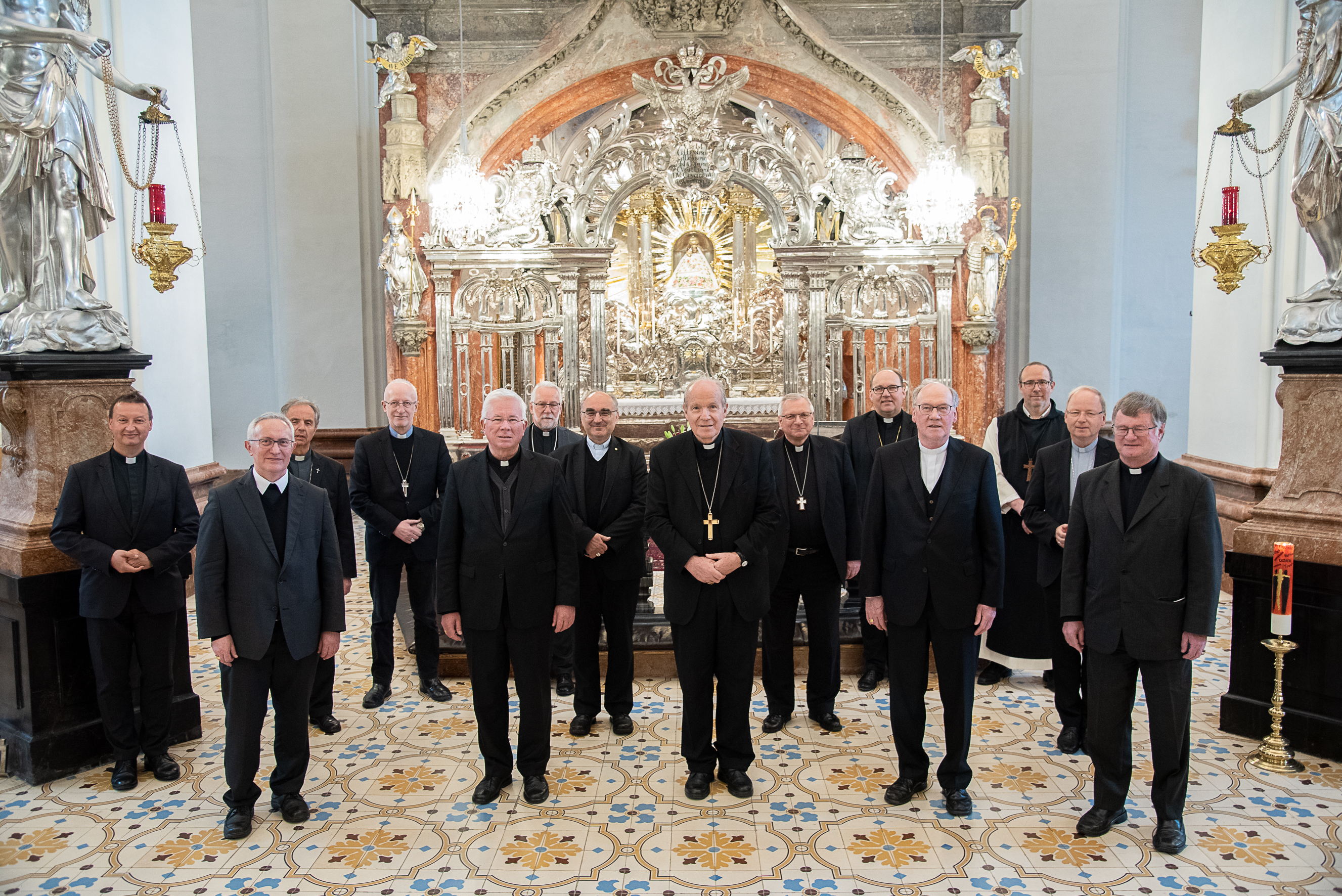
Die Österreichische Bischofskonferenz am 15. Juni 2020 in Mariazell zur Wahl des neuen Vorsitzenden

Die Österreichische Bischofskonferenz ist der Zusammenschluss aller römisch-katholischen Bischöfe in Österreich. Die Bischofskonferenz ist eine seit 1849 bestehende Körperschaft öffentlichen Rechts und oberstes Organ der römisch-katholischen Kirche in Österreich.
Ihr gehören alle Diözesanbischöfe, die Weihbischöfe und der Abt der immediaten Territorialabtei Wettingen-Mehrerau an.
Ihre Aufgabe ist die staatskirchenrechtliche Vertretung der katholischen Kirche gegenüber dem österreichischen Staat und Behandlung der gemeinsamen Angelegenheiten, außerdem ist sie als römisch-kirchenrechtliche nationale Bischofskonferenz die oberste Lehrautorität (753  CIC). Sie ist Mitglied im Rat der europäischen Bischofskonferenzen (CCEE) und der Kommission der Bischofskonferenzen der Europäischen Gemeinschaft (COMECE). Der Bischofskonferenz untersteht auch die offizielle katholische Nachrichtenagentur Kathpress.
Vorsitzender der Bischofskonferenz ist einer der Diözesanbischöfe (seit 16. Juni 2020 der Salzburger Erzbischof Franz Lackner), Generalsekretär ist derzeit Peter Schipka (seit 1. März 2011, gewählt für sechs Jahre und 2016 für weitere sechs Jahre bestätigt).

## Aufgaben und Rechtsgrundlagen
Aufgaben der Bischofskonferenz sind:
- das Studium und die Förderung gemeinsamer pastoraler Aufgaben
- die gegenseitige Beratung und notwendige Koordinierung der kirchlichen Arbeit
- der gemeinsame Erlass von Entscheidungen
- die Pflege der Verbindungen zu anderen Bischofskonferenzen

Grundlagen für diese Aufgaben sind „die Dokumente des Zweiten Vatikanischen Konzils, hier insbesondere das Dekret über die Hirtenaufgabe der Bischöfe (Nr. 37–38), das kirchliche Gesetzbuch (insbesondere die Canones 447–459 des Codex Iuris Canonici) aus dem Jahr 1983 sowie die Statuten der Österreichischen Bischofskonferenz aus dem Jahr 2005“. Das offizielle und verbindliche Publikationsorgan ist das Amtsblatt der Österreichischen Bischofskonferenz.
Grundlage der Rechtsstellung als öffentlich-rechtliche Körperschaft und als Vertretungsorgan der katholischen Kirche in Österreich als gesetzlich anerkannte Kirche ist das Konkordat zwischen dem Heiligen Stuhle und der Republik Österreich.

## Mitglieder
- Franz Lackner OFM, Erzbischof von Salzburg, Metropolit der Salzburger Kirchenprovinz, Vorsitzender der Bischofskonferenz, Universitäten und Theologische Fakultäten/Hochschulen (Kontaktkomitee; Theologische Kommission; Salzburger Hochschulwochen)
- Manfred Scheuer, Diözesanbischof von Linz, Stellvertretender Vorsitzender der Bischofskonferenz, Ökumene (Ökumene-Kommission; Gemischte Kommission; Ökumenischer Rat der Kirchen in Österreich/ÖRKÖ); Kontakt zum Judentum, Missionsverkehrsarbeitsgemeinschaft/MIVA, Mauthausen Komitee, Nationalfonds für Opfer des Nationalsozialismus, Pro Scientia
- Alois Schwarz, Diözesanbischof von St. Pölten, Umwelt und Nachhaltigkeit, Wirtschaft und Landwirtschaft.
- Ägidius J. Zsifkovics, Diözesanbischof von Eisenstadt, Europa/ComECE, Flucht, Migration und Integration.
- Benno Elbs, Diözesanbischof von Feldkirch, Vorsitzender der Finanzkommission. Mitglied der Bischöflichen Kommission für Weltmission, Agenden: Caritas (Österreichische Caritas-Zentrale, Konferenz der Caritasdirektoren)
- Werner Freistetter, Militärbischof, Weltkirche (Missio Austria); Pro Europa; Koordinierungsstelle für Mission und Entwicklung (KOO); Dreikönigsaktion (DKA), Weltreligionen (Kommission für Weltreligionen), Polizeiseelsorge/Rettungsorganisationen, Arbeitsgemeinschaft katholischer Verbände Österreichs (AKV), Katholische Sozialakademie Österreichs (KSÖ) und Kommission Iustitia et Pax.
- Wilhelm Krautwaschl, Diözesanbischof von Graz-Seckau; Bildung und Schule (Religionsunterricht; Katholische Schulen, Horte und Internate; Kirchliche Pädagogische Hochschulen; Sozialpädagogik; Katholische Kindergärten/Elementarpädagogik; Horte und Internate; Erwachsenenbildung; Bibliothekswerk), Laienapostolat (Katholische Aktion Österreich/KAÖ mit ihren Gliederungen, KABÖ/Arbeitnehmer, KAVÖ/Akademiker, KFBÖ/Frauen, KMBÖ/Männer; Katholischer Laienrat Österreichs/KLRÖ; Arbeitsgemeinschaft Katholischer Verbände/AKV), Allianz für den freien Sonntag
- Hermann Glettler, Diözesanbischof von Innsbruck; Ehe, Familie und Lebensschutz (Institut für Medizinische Anthropologie und Bioethik/IMABE; Institut für Ehe und Familie/IEF; Forum Beziehung, Ehe und Familie; Familienkommission), Kunst und Kultur, Denkmalschutz, Pax Christi Österreich
- Josef Marketz, Diözesanbischof von Gurk, „Pastoral, Katechese und Evangelisierung“ Soziales (Katholische Sozialakademie Österreichs; Kommission Iustitia et Pax)
- Josef Grünwidl, Apostolischer Administrator von Wien
- Vinzenz Wohlwend OCist, Abt der Territorialabtei Wettingen-Mehrerau, Ordensgemeinschaften (gemeinsam interimistisch mit Erzbischof Franz Lackner)
- Franz Scharl, Weihbischof in Wien und Titularbischof von Ierafi; Anderssprachige Pastoral, Roma, Sinti und Jenische, Menschenhandel, Hilfswerk „Kirche in Not“, Menschenhandel
- Anton Leichtfried, Weihbischof in St. Pölten und Titularbischof von Rufiniana, Geistliche Berufe und kirchliche Dienste (ARGE der Priesterräte; Ständige Diakone, Ausbildung der Diakone; Propädeutikum; Priesterseminare; Theologiestudierende, Berufsbegleitende Pastorale Ausbildung Österreich/BPAÖ), Liturgie (Österreichisches Liturgisches Institut; Liturgische Kommission Österreichs; Österreichische Kirchenmusikkommission; Ständige Kommission liturgischer Bücher), Österreichisches Katholisches Bibelwerk, Institut Fernkurs für theologische Bildung
- Stephan Turnovszky, Weihbischof in Wien und Titularbischof von Ancusa, Kinder- und Jugendseelsorge (KJÖ/Jugend; KJSÖ/Jungschar; KHJÖ/Hochschuljugend; JAKOB; KiSi-Kids, „Freiwilliges Soziales Jahr“), Religiöse Bewegungen (inkl. Charismatische Erneuerung)
- Hansjörg Hofer, Weihbischof in Salzburg und Titularbischof von Abziri; Bereich Berufungspastoral und das Canisiuswerk, Vertreter der Bischofskonferenz im Kuratorium der kirchlichen „Stiftung Opferschutz“; zuständig für die Berufsgruppe der Mesner
- Johannes Freitag, Weihbischof in Graz-Seckau

## Kommissionen der Österreichischen Bischofskonferenz
- Glaubenskommission der Österreichischen Bischofskonferenz: Erzbischof Christoph Kardinal Schönborn OP (Vorsitz), Erzbischof Franz Lackner OFM, Diözesanbischof Manfred Scheuer
- Katechetische Kommission der Österreichischen Bischofskonferenz: Diözesanbischof Wilhelm Krautwaschl (Vorsitz), Erzbischof Christoph Kardinal Schönborn OP, Weihbischof Franz Scharl, Abt Vinzenz Wohlwend OCist
- Finanzkommission der Österreichischen Bischofskonferenz: Diözesanbischof Benno Elbs (Vorsitz), Erzbischof Christoph Kardinal Schönborn OP, Erzbischof Franz Lackner OFM (sowie abwechselnd je zwei weitere Mitglieder)
- Bischöfliche Kommission für Weltmission: Militärbischof Werner Freistetter (Vorsitz), Diözesanbischof Wilhelm Krautwaschl, Diözesanbischof Hermann Glettler[7]

## Vorsitzende
Folgende Bischöfe waren Vorsitzende seit dem Konkordat von 1933:
- Theodor Kardinal Innitzer, Erzbischof von Wien (1933–1955)
- Andreas Rohracher, Erzbischof von Salzburg (1955–1959)
- Franz Kardinal König, Erzbischof von Wien (1959–1985)
- Karl Berg, Erzbischof von Salzburg (1985–1989)
- Hans Hermann Kardinal Groër OSB, Erzbischof von Wien (1989–1995)
- Johann Weber, Bischof von Graz-Seckau (1995–1998)
- Christoph Kardinal Schönborn OP, Erzbischof von Wien (1998–2020)
- Franz Lackner OFM, Erzbischof von Salzburg (seit 2020)[8]

## Ehemalige Mitglieder
Die nachstehenden Bischöfe haben, zumeist aus Altersgründen, ihre Funktionen zurückgelegt und sind daher auch nicht mehr Mitglieder der Österreichischen Bischofskonferenz (in alphabetischer Reihenfolge):
- Maximilian Aichern OSB (* 26. Dezember 1932), Diözesanbischof von Linz 1982–2005
- Paul Iby (* 23. Jänner 1935), Diözesanbischof von Eisenstadt 1992–2010
- Egon Kapellari (* 12. Jänner 1936), Bischof von Gurk-Klagenfurt 1982–2001, Bischof von Graz-Seckau 2001–2015
- Klaus Küng (* 17. September 1940), Bischof von Feldkirch 1989–2004, Bischof von St. Pölten 2004–2018
- Christoph Kardinal Schönborn OP (* 22. Jänner 1945), Weihbischof in Wien 1991–1995, Erzbischof-Koadjutor von Wien 1995, Erzbischof von Wien 1995–2025
- Ludwig Schwarz SDB (* 4. Juni 1940), Weihbischof in Wien 2001–2005, Bischof von Linz 2005–2015
- Anselm van der Linde OCist (* 24. September 1970), Abt der Territorialabtei Wettingen-Mehrerau 2009–2018
- Christian Werner (* 27. Dezember 1943), Militärbischof von Österreich 1994–2015

## Facheinrichtungen und Dienststellen der Österreichischen Bischofskonferenz und kirchliche Verbände auf der Ebene der Bischofskonferenz
Die Österreichische Bischofskonferenz listet in der Rubrik „Dienst- und Fachstellen der österreichischen Bischofskonferenz“ von ihr initiierte und kontrollierte Fachdienste auf, unterschiedslos allerdings auch selbständige kirchliche Verbände, Vereine und Zusammenschlüsse, die auf der Ebene der Bischofskonferenz tätig sind.
- Österreichisches Katholisches Bibelwerk
- Österreichisches Bibliothekswerk (ÖBW)
- Berufsbegleitende Pastoral Ausbildung Österreich (BPAÖ)
- Canisiuswerk – Zentrum für geistliche Berufe
- Caritas Österreich
- Forum Katholischer Erwachsenenbildung
- Institut für Ehe und Familie (IEF)
- Institut Fernkurs für theologische Bildung
- Institut für Medizinische Anthropologie und Bioethik (IMABE)
- Interdiözesanes Amt für Unterricht und Erziehung (IDA)
- Interdiözesaner Katechetischer Fonds (IKF)
- Österreichische Kommission Iustitia et Pax
- Koordinationsbüro für Katechumenat und Asyl
- Katholische Aktion Österreich (KAÖ)
  - Forum Beziehung, Ehe und Familie der Katholischen Aktion
  - Katholische Arbeitnehmer/innen Bewegung Österreichs
  - Katholische Frauenbewegung Österreichs
  - Katholische Hochschuljugend Österreichs
  - Katholische Jugend Österreich
  - Katholische Jungschar Österreichs
    - Dreikönigsaktion der Katholischen Jungschar Österreichs
- Katholischer Akademikerverband Österreichs
- Katholischer Familienverband Österreichs
- Katholischer Laienrat Österreichs
- Katholische Männerbewegung Österreichs
- Katholische Presse-Agentur KATHPRESS
- Katholische Sozialakademie Österreichs
- Österreichische Kirchenmusikkommission
- Koordinierungsstelle für internationale Entwicklung und Mission (KOO)
- Koordinierungsstelle JAKOB
- Österreichisches Liturgisches Institut
- Medienreferat der Österreichischen Bischofskonferenz
- Missio Austria – Pro Europa
- MIVA-Zentrale Österreichs
- Nationaldirektion der katholischen fremdsprachigen Seelsorge
- Österreichisches Pastoralinstitut (ÖPI)
- Pax Christi Österreich
- Propädeutikum